# Jean Pierre Tercier
 (novembre 2018).
Jean Pierre Tercier, né le 7 octobre 1704 à Paris où il est mort le 21 janvier 1767, est un savant et diplomate français.

## Biographie
Petit-fils d’un vacher suisse exilé en France, d’une grande intelligence, Tercier fait de brillantes études qui lui permettent d'entrer au ministère des Affaires étrangères.
En 1733, il est premier secrétaire de l'ambassade de France en Pologne à Varsovie, auprès de l'ambassadeur Antoine-Félix de Monti, qui, à la suite de la mort du roi Auguste II, fait campagne pour l'élection de Stanislas Leszczynski, beau-père de Louis XV. Presque aussitôt après son élection au trône de Pologne, le 12 septembre 1733, Stanislas Leszczynski, pressé par les russes, est obligé de quitter Varsovie, pour se réfugier à Dantzig, accompagné de l'ambassadeur français et de son secrétaire. Les Russes ayant mis le siège devant Dantzig et paraissant devoir l'emporter, le roi de Pologne réussit à s'enfuir en Prusse. Lorsque Dantzig tombe, le 9 juillet 1734, les Russes retiennent prisonniers les diplomates français, accusés de ne pas avoir respecté les usages de leur fonction. Leur détention durera 18 mois.
Revenu en France, il atteint le grade de premier commis des Affaires étrangères ; il est nommé par Louis XV responsable du service Secret du Roi. À la fin de la guerre de succession d'Autriche, il joue un rôle important dans l'élaboration de la paix d’Aix-la-Chapelle, en 1748.
Il voit sa carrière détruite en 1759 à cause d'une imprudence commise dans l'exercice de sa fonction de censeur royal. Chargé de délivrer le privilège royal d'impression, il donne le visa à l’imprimatur au philosophe Claude-Adrien Helvétius pour son ouvrage De l'esprit, mais la publication du livre, le 27 juillet 1758, est immédiatement suivie d'un scandale, de la condamnation par la faculté de théologie de la Sorbonne, par le Pape, et de l’autodafé du livre. Après l’arrêt du Parlement du 6 février 1759, Jean Pierre Tercier est renvoyé le 27 février 1759.
Il joue ensuite un certain rôle, mais de façon occulte, chargé de superviser les différents bureaux du chiffre des Affaires Étrangères, en liaison avec le service Secret du Roi.
Polyglotte, il a été fait membre de l'Académie des inscriptions et belles-lettres en 1763. Il a été également membre correspondant de l’Académie des belles-lettres, sciences et arts de La Rochelle de 1741 à 1767.